# SKA Saint-Pétersbourg
Le SKA Saint-Pétersbourg (en russe : Хоккейный клуб СКА Санкт-Петербург) est un club professionnel de hockey sur glace de Russie, localisé à Saint-Pétersbourg. Il évolue dans la KHL.

## Historique
Le club a été fondé en 1946 sous le nom de ODO Leningrad et a depuis participé à toutes les saisons du championnat d'URSS de première division sauf entre 1947 et 1950 et 1991-1992. En 1959, le club prend son nom de SKA Leningrad (en russe : abréviation de Спортивный Клуб Армии, « Club sportif de l'Armée »). À partir de 1996, il participe à la Superliga. Il a remporté trois fois la Coupe Spengler dans les années 1970. En 2008, le club intègre la Ligue continentale de hockey, une nouvelle compétition en Eurasie.

### Logo

Logo de 2003 à 2007.
Logo de 2007 à 2010.
Logo de 2010 à 2014.
Logo de 2014 à 2022.
Logo de 2022 à 2023.
Logo de 2023 à 2025.
Logo depuis 2025.

## Palmarès
- Coupe Gagarine
  - Vainqueur : 2015, 2017
- Coupe Spengler
  - Vainqueur : 1970, 1971, 1977, 2010.

## Saisons après saisons

### Saisons en Russie
| Saison    | PJ | V  | VP | N  | Pr. | D  | BP  | BC  | Pts | Classement                                    | Séries éliminatoires |
| --------- | -- | -- | -- | -- | --- | -- | --- | --- | --- | --------------------------------------------- | --- |
| 1991-1992 | 36 | 20 | -  | 5  | -   | 11 | 127 | 93  | 45  | 4e/10 place de la zone Ouest de la division 2 | 3e/4 de la zone 2 du tournoi de classement                                                                                    |
| 1992-1993 | 44 | 22 | -  | 5  | -   | 15 | 125 | 115 | 49  | 4e/12 place de la conférence Ouest            | Torpedo Oust-Kamenogorsk 2-1 (huitième de finale) Lada Togliatti 2-1 (quart de finale)                                        |
| 1993-1994 | 46 | 20 | -  | 8  | -   | 18 | 125 | 96  | 48  | 13e/24 place                                  | Metallourg Magnitogorsk 2-0 (huitième de finale) Salavat Ioulaïev Oufa 2-0 (quart de finale) Lada Togliatti 2-0 (demi-finale) |
| 1994-1995 | 52 | 26 | -  | 5  | -   | 21 | 127 | 122 | 57  | 7e/14 place de la conférence Ouest            | Avangard Omsk 3-0 (huitième de finale)                                                                                        |
| 1995-1996 | 26 | 12 | -  | 6  | -   | 8  | 73  | 58  | 30  | 6e/14 place de la conférence Ouest            | 10e/14 de la poule finale |
| 1996-1997 | 38 | 8  | -  | 7  | -   | 23 | 85  | 116 | 23  | 18e/20 place                                  | Non qualifié |
| 1997-1998 | 46 | 20 | -  | 7  | -   | 19 | 107 | 105 | 47  | 10e/20 place                                  | Pas de séries éliminatoires                                                                                                   |
| 1998-1999 | 42 | 10 | -  | 12 | -   | 20 | 100 | 111 | 32  | 20e/22 place                                  | 2e/12 de la poule de promotion-relégation                                                                                     |
| 1999-2000 | 38 | 14 | 2  | 4  | 3   | 15 | 72  | 76  | 53  | 12e/20 place                                  | Metallourg Novokouznetsk 3-1 (huitième de finale)                                                                             |
| 2000-2001 | 34 | 8  | 2  | 0  | 2   | 30 | 50  | 153 | 8   | 18e/18 place                                  | 3e/6 de la poule de promotion-relégation                                                                                      |
| 2001-2002 | 51 | 13 | 2  | 2  | 1   | 33 | 87  | 147 | 46  | 15e/18 place                                  | Non qualifié |
| 2002-2003 | 61 | 17 | 2  | 2  | 4   | 26 | 97  | 117 | 61  | 13e/18 place                                  | Non qualifié |
| 2003-2004 | 60 | 16 | 4  | 10 | 3   | 27 | 124 | 151 | 69  | 14e/16 place                                  | Non qualifié |
| 2004-2005 | 60 | 22 | 1  | 5  | 3   | 29 | 133 | 169 | 76  | 12e/16 place                                  | Non qualifié |
| 2005-2006 | 51 | 19 | 2  | 3  | 1   | 26 | 109 | 134 | 65  | 13e/18 place                                  | Avangard Omsk 3-0 (huitième-finale)                                                                                           |
| 2006-2007 | 54 | 18 | 1  | 7  | 2   | 26 | 137 | 158 | 65  | 14e/19 place                                  | Salavat Ioulaïev Oufa 3-0 (huitième-finale)                                                                                   |
| 2007-2008 | 57 | 29 | 5  | -  | 3   | 20 | 143 | 130 | 100 | 6e/20 place                                   | Spartak Moscou 3-2 (huitième de finale) Lokomotiv Iaroslavl 3-1 (quart de finale)                                             |

### Saisons en KHL
| Saison    | PJ | V  | VP | VTB | D  | DP | DTB | BP  | BC  | Pts | Classement | Séries éliminatoires |
| --------- | -- | -- | -- | --- | -- | -- | --- | --- | --- | --- | ---------- | --- |
| 2008-2009 | 56 | 26 | 2  | 7   | 17 | 0  | 4   | 143 | 105 | 100 | 8e/24      | Spartak Moscou 3-0 (huitième de finale) |
| 2009-2010 | 56 | 36 | 1  | 3   | 10 | 3  | 3   | 192 | 118 | 122 | 2e/24      | Dinamo Riga 3-1 (huitième de finale) |
| 2010-2011 | 54 | 23 | 3  | 6   | 13 | 4  | 5   | 171 | 144 | 96  | 7e/24      | Spartak Moscou 4-0 (huitième de finale) Atlant Mytichtchi 4-3 (quart de finale)                                                                 |
| 2011-2012 | 54 | 32 | 1  | 5   | 11 | 2  | 3   | 205 | 130 | 113 | 4e/24      | CSKA Moscou 4-1 (huitième de finale) Atlant Mytichtchi 4-2 (quart de finale) Dinamo Moscou 4-0 (demi-finale)                                    |
| 2012-2013 | 52 | 36 | 1  | 1   | 11 | 1  | 2   | 182 | 116 | 115 | 3e/26      | Atlant Mytichtchi 4-1 (huitième de finale) Severstal Tcherepovets 4-0 (quart de finale) Dinamo Moscou 4-2 (demi-finale)                         |
| 2013-2014 | 54 | 30 | 1  | 4   | 14 | 1  | 4   | 175 | 115 | 105 | 5e/28      | CSKA Moscou 4-0 (huitième de finale) Lokomotiv Iaroslavl 2-4 (quart de finale)                                                                  |
| 2014-2015 | 60 | 36 | 2  | 3   | 14 | 2  | 3   | 210 | 136 | 123 | 1er/28     | Torpedo Nijni Novgorod 4-1 (huitième de finale) Dinamo Moscou 4-1 (quart de finale) CSKA Moscou 4-3 (demi-finale) Ak Bars Kazan 4-1 (finale)    |
| 2015-2016 | 60 | 27 | 5  | 1   | 20 | 5  | 2   | 176 | 149 | 100 | 4e/28      | Lokomotiv Iaroslavl 4-1 (huitième de finale) Dinamo Moscou 4-2 (quart de finale) CSKA Moscou 0-4 (demi-finale)                                  |
| 2016-2017 | 60 | 39 | 2  | 5   | 8  | 2  | 4   | 249 | 114 | 137 | 1er/29     | HK Vitiaz 4-0 (huitième de finale) CSKA Moscou 4-2 (quart de finale) Lokomotiv Iaroslavl 4-0 (demi-finale) Metallourg Magnitogorsk 4-1 (finale) |
| 2017-2018 | 56 | 40 | 3  | 4   | 5  | 3  | 1   | 227 | 97  | 138 | 3e/27      | Severstal Tcherepovets 4-0 (huitième de finale) Lokomotiv Iaroslavl 4-1 (quart de finale) CSKA Moscou 2-4 (demi-finale)                         |
| 2018-2019 | 62 | 45 | 3  | 1   | 8  | 3  | 2   | 209 | 80  | 103 | 3e/25      | Spartak Moscou 4-2 (huitième de finale) Lokomotiv Iaroslavl 4-1 (quart de finale) CSKA Moscou 3-4 (demi-finale)                                 |
| 2019-2020 | 62 | 30 | 9  | 5   | 13 | 3  | 2   | 179 | 118 | 93  | 3e/24      | HK Vitiaz 4-0 (huitième de finale) · Non disputé Jokerit (quart de finale)                                                                      |
| 2020-2021 | 60 | 33 | 2  | 2   | 15 | 4  | 4   | 178 | 126 | 82  | 6e/23      | HK Dinamo Minsk 4-1 (huitième de finale) HK Dinamo Moscou 4-1 (quart de finale) HK CSKA Moscou 4-2 (demi-finale)                                |
| 2021-2022 | 48 | 25 | 3  | 3   | 11 | 2  | 4   | 146 | 98  | 68  | 3e/24      | HK Dinamo Minsk 4-0 (huitième de finale) HK Spartak Moscou 4-1 (quart de finale) HK CSKA Moscou 4-3 (demi-finale)                               |
| 2022-2023 | 68 | 40 | 6  | 4   | 13 | 3  | 2   | 243 | 150 | 105 | 1re/22     | HK Dinamo Minsk 4-2 (huitième de finale) Torpedo Nijni Novgorod 4-0 (quart de finale) HK CSKA Moscou 2-4 (demi-finale)                          |
| 2023-2024 | 68 | 40 | 2  | 4   | 19 | 2  | 1   | 220 | 139 | 95  | 6e/23      | Torpedo Nijni Novgorod 4-1 (huitième de finale) Avtomobilist Iekaterinbourg 1-4 (quart de finale)                                               |
| 2024-2025 | 68 | 28 | 7  | 3   | 24 | 4  | 2   | 236 | 205 | 82  | 13e/23     | HK Dinamo Moscou 2-4 (huitième de finale) |

## Joueurs

### Effectif actuel
Entraîneur : Roman Rotenberg.
| No    | Nom                   | Nat. | Position  | Arrivée |
| ----- | --------------------- | ---- | --------- | ------- |
| +059, | Vladislav Podiapolski |      | Gardien   |         |
| +034, | Maksim Sidorov        |      | Gardien   |         |
| +054, | Sergueï Ivanov        |      | Gardien   |         |
| +070, | Dmitri Nikolaïev      |      | Gardien   |         |
| +003, | Andreï Pedan          |      | Défenseur |         |
| +005, | Roman Roukavichnikov  |      | Défenseur |         |
| +012, | Nikita Kamalov        |      | Défenseur |         |
| +021, | Aleksandr Nikichine   |      | Défenseur |         |
| +027, | Igor Ojiganov         |      | Défenseur |         |
| +033, | Mikhaïl Pachnine      |      | Défenseur |         |
| +037, | Kirill Obyskalov      |      | Défenseur |         |
| +048, | Arseni Koromyslov     |      | Défenseur |         |
| +051, | Alex Grant            |      | Défenseur |         |
| +063, | Gueorgui Soliannikov  |      | Défenseur |         |
| +077, | Stepan Falkovski      |      | Défenseur |         |
| +078, | Kirill Kirsanov       |      | Défenseur |         |
| +007, | Vassili Glotov        |      | Attaquant |         |
| +010, | Zakhar Bardakov       |      | Attaquant |         |
| +014, | Nikolaï Poliakov      |      | Attaquant |         |
| +019, | Nikita Komarov        |      | Attaquant |         |
| +022, | Marat Khousnoutdinov  |      | Attaquant |         |
| +023, | Dmitrij Jaškin        |      | Attaquant |         |
| +028, | Maksim Grochev        |      | Attaquant |         |
| +039, | Matveï Mitchkov       |      | Attaquant |         |
| +040, | Ievgueni Ketov        |      | Attaquant |         |
| +042, | Mikhaïl Vorobiov      |      | Attaquant |         |
| +043, | Alekseï Ojguikhine    |      | Attaquant |         |
| +052, | Pavel Koltyguine      |      | Attaquant |         |
| +057, | Artiom Chvets-Rogovoï |      | Attaquant |         |
| +061, | Marat Khaïroulline    |      | Attaquant |         |
| +072, | Emil Galimov          |      | Attaquant |         |
| +073, | Dmitri Boutchelnikov  |      | Attaquant |         |
| +074, | Nikolaï Prokhorkine   |      | Attaquant |         |
| +081, | Nikita Popougaïev     |      | Attaquant |         |
| +086, | Kirill Tankov         |      | Attaquant |         |
| +087, | Vladislav Tsitsioura  |      | Attaquant |         |
| +088, | Damir Jafiarov        |      | Attaquant |         |
| +089, | Iegor Gourzanov       |      | Attaquant |         |
| +090, | Valentin Zykov        |      | Attaquant |         |
| +092, | Aleksandr Volkov      |      | Attaquant |         |
| +093, | Danila Moïsseïev      |      | Attaquant |         |
| +097, | Nikita Goussev        |      | Attaquant |         |